# کارل مالمستروم
کارل مالمستروم (انگلیسی: Karl Malmström؛ ۲۷ دسامبر ۱۸۷۵ – ۶ سپتامبر ۱۹۳۸ (aged 62)) ورزشکار شیرجه اهل سوئد بود.
وی در مسابقات کشوری و بین‌المللی در مجموع برندهٔ ۱ مدال نقره شده‌است.